# تويشنيتز
تويشنيتز (بالألمانية: Teuschnitz) هي بلدة ألمانية تقع في ألمانيا في بافاريا. يقدر عدد سكانها بـ 2,174 نسمة .